# Leonidas II.
Leonidas II. (altgriechisch Λεωνίδας Leōnídas; * um 310 v. Chr.; † 235 v. Chr.) war ein König von Sparta aus dem Hause der Agiaden. Er war der Sohn von Kleonymos. Er war verheiratet mit Kratesikleia. Ihre Kinder waren Kleomenes III., Chilonis und Eukleidas.

## Auslandsaufenthalt
Leonidas’ Vater Kleonymos hatte selbst Anspruch auf den spartanischen Thron erhoben. Akrotatos wurde jedoch König und Kleonymos verließ Sparta und wollte den Thron mit Gewalt an sich reißen. Dies schlug jedoch fehl. Aus diesem Grund lebte Leonidas in der Fremde und war lange am Hof von Seleukos I.

## König von Sparta
Als Akrotatos 262 v. Chr. gestorben war, fiel die Regierung an Areus II. Da dieser noch ein Kind war, wurde Leonidas nach Sparta zurückgerufen und wurde Areus’ Vormund. Areus verstarb 254 v. Chr. mit sieben Jahren und Leonidas, sein einziger noch lebender Verwandter, wurde sein Nachfolger. Agis IV., der König aus dem Hause der Eurypontiden, warf Leonidas vor, die alten Gebräuche und Gesetze zu missachten und fremde Sitten einzuführen. Er lebe in Prunk und nicht in einfachen „spartanischen“ Verhältnissen. Als 243 v. Chr. Lysander Ephor wurde, unterstützte dieser Agis. Er klagte Leonidas an, er verstoße gegen ein altes Gesetz, das Nachkommen des Herakles untersage, Fremde zu heiraten. Außerdem verfasste er ein Gesetz, das Spartaner, die bei Fremden lebten, zum Tode verurteilte. Bei der Himmelsbeobachtung, die in Sparta alle neun Jahre bei einer mondlosen Nacht erfolgt, setzte Lysander seinen Plan in die Tat um. Er behauptete, eine Sternschnuppe gesehen zu haben. Dies war ein Zeichen dafür, dass ein amtierender König sich nicht an die Gesetze der Götter hielt. Nun beschuldigte Lysander den Leonidas, er habe zwei Kinder mit einer seleukidischen Frau. Es gelang ihm auch, Leonidas’ Schwiegersohn Kleombrotos gegen ihn aufzubringen. Leonidas floh in den Tempel der Athene Chalkioikos in Sparta. Da er einer Vorladung nicht folgte, wurde sein Schwiegersohn nun König. Chilonis, Leonidas’ Tochter, floh mit ihrem Vater und stand ihm bei.

## Rückkehr nach Sparta
Kurz darauf endete Lysanders Amtszeit. Die neuen Ephoren ermutigten Leonidas, nach Sparta zurückzukehren und Lysander und Mandrokleidas für ihr Unrecht zu bestrafen. Doch Agis ließ die Ephoren absetzen und ersetzte sie durch seine Anhänger, hierunter befand sich auch Agesilaos, der Bruder seines Vaters. Leonidas ging daraufhin nach Tegea ins Exil. Nach dem Fehlverhalten des Agesilaos hielt man es für richtig, Leonidas wieder als König einzusetzen. Die Ephoren holten ihn wieder zurück und verurteilten Agis zum Tode. Chilonis konnte ihren Vater davon abbringen, Kleombrotos zu töten, und dieser schickte ihn deshalb ins Exil. Seinen Sohn Kleomenes, der auch sein Nachfolger wurde, verheiratete er mit Agiatis, der Witwe des Agis.